# Steckrübenwinter

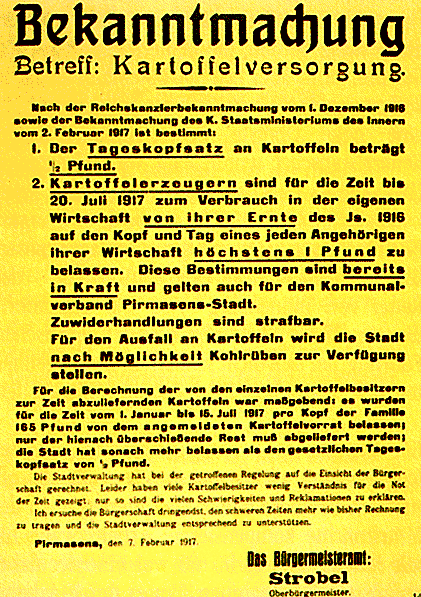
Annonce du rationnement de pommes de terre (Pirmasens, 1917).

Le Steckrübenwinter, littéralement, l'« hiver des rutabagas » (en référence aux aliments dont les populations doivent se nourrir pour survivre), aussi appelé en allemand Kohlrübenwinter ou Hungerwinter (hiver de la famine), est une famine qui a frappé l'Empire allemand durant l'hiver 1916-1917 au cours de la Première Guerre mondiale, déclenchée par les mauvaises récoltes et le blocus maritime britannique en mer du Nord.

## Famine et produits de substitution

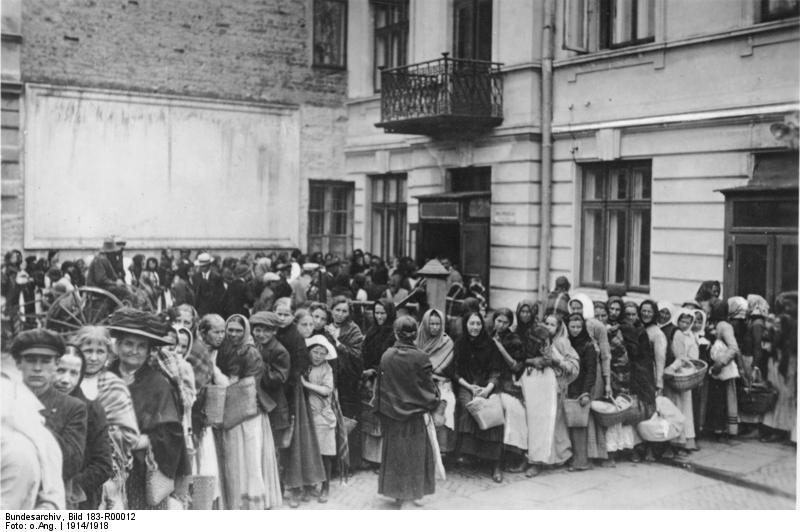
Queue pour le pain (Allemagne, 1914-1918).

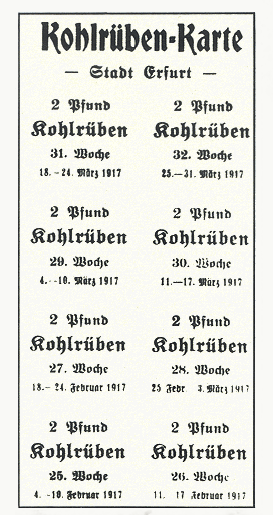
Carte de rationnement de rutabagas (Erfurt, 1917).

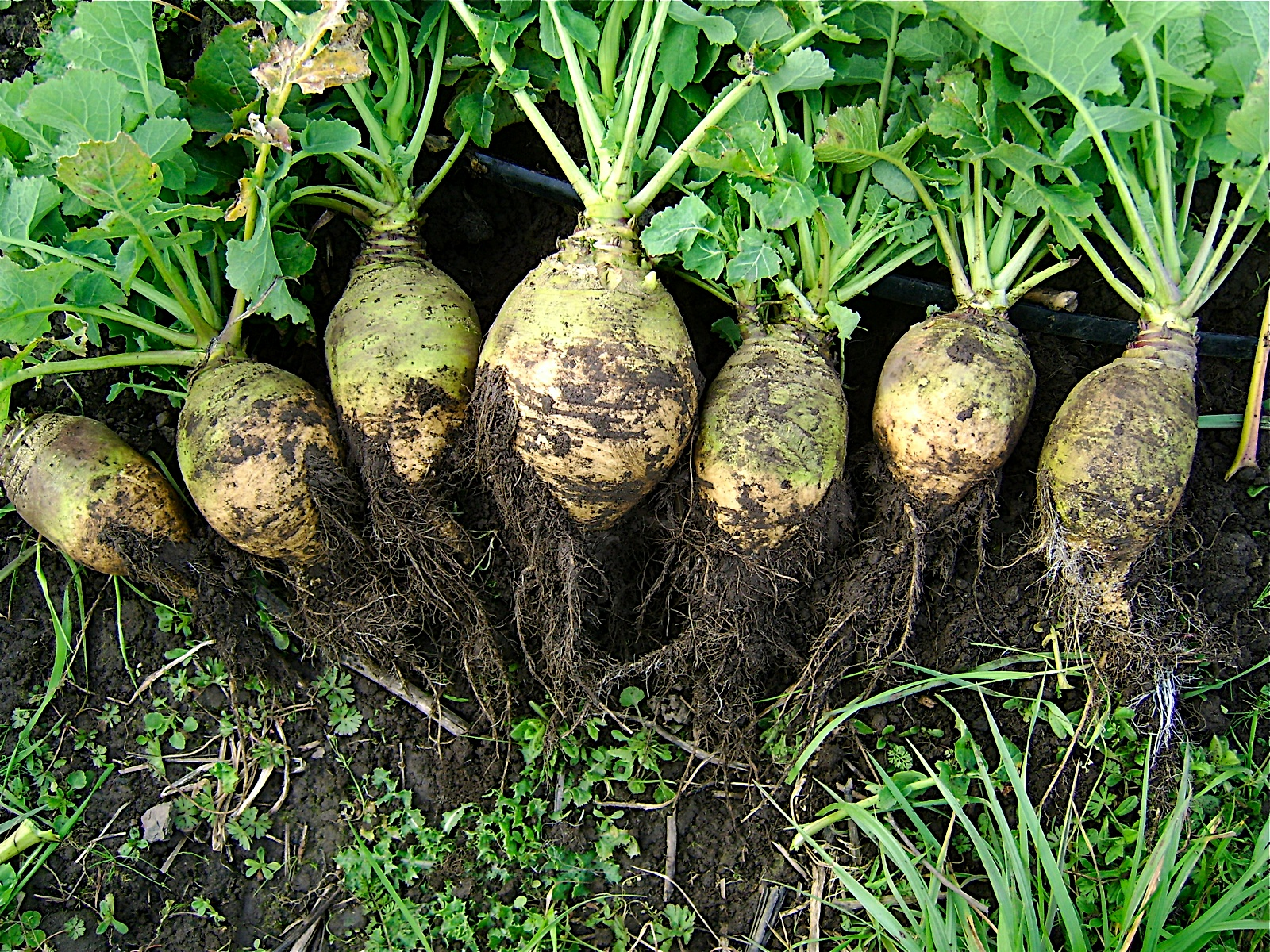
Rutabagas, mis hors de terre.

Au début de la guerre, l'Empire allemand importait environ un tiers de ses denrées de l'étranger. Il était alors le plus grand importateur de produits agricoles au monde.
Le Royaume-Uni avait déjà mis en œuvre un embargo commercial contre l'Allemagne en 1914, au début de la guerre, et mis en place un blocus commercial de plus en plus efficace par voie maritime. Celui-ci n'a été levé qu'en 1919. De même, les importations en provenance de Russie se sont arrêtées. En janvier 1917, les États-Unis ont mis fin au commerce clandestin avec l'Allemagne par des pays neutres.
Les autres raisons ayant causé la famine en Allemagne étaient la bureaucratie excessive et des mesures contre-productives telle que la politique des prix et de la distribution. Un rationnement alimentaire et une stricte réglementation furent mis en place. De plus, l'agriculture allemande manquait de main-d'œuvre, d'animaux et d'engrais. Il y avait également des problèmes de transport,,.
En Allemagne, environ 800 000 personnes sont mortes de malnutrition entre 1914 et 1918. Les carences en matière de santé ont été exacerbées par le fait que l'hygiène personnelle n'était pratiquement plus possible puisque seuls 50 g de savon par tête et par mois étaient autorisés, lesquels avaient une teneur maximale en graisse de 20 %, contenaient des matières de remplissage telles que l'argile et la pierre à savon et ne pouvaient être obtenus que par le biais de cartes de savon. À partir du printemps 1918, la grippe espagnole s'est manifestée en trois vagues, dont la deuxième (à l'automne 1918) et la troisième (en 1919) ont fait de nombreuses victimes, en plus de la famine causée par le manque d'importations de denrées alimentaires dû à l'embargo commercial britannique toujours en vigueur.

## Autres pays affectés
L'Autriche-Hongrie, l'Empire ottoman et les pays occupés par l'Allemagne et ses alliés, Belgique, Serbie, etc., connurent aussi de graves pénuries. L'occupation de la Roumanie et de l'Ukraine permit à l'Allemagne et à l'Autriche-Hongrie de s'emparer d'une grande partie de leur production agricole.